# Kent Nagano
Kent George Nagano (ur. 22 listopada 1951 w Morro Bay w Kalifornii) – amerykański dyrygent.

## Życiorys
Pochodzi z japońsko-amerykańskiej rodziny. Matka uczyła go gry na fortepianie; grał także na altówce, klarnecie i koto. Do 1974 studiował na Uniwersytecie Kalifornijskim w Santa Cruz socjologię i muzykę u Grosvenora Coopera, a następnie w latach 1977–1979 na Uniwersytecie w Toronto grę fortepianową u Goodwina Sammela oraz dyrygenturę u László Vargi (dyrygenta i byłego pierwszego wiolonczelisty Filharmonii Nowojorskiej) i Ann Graber (asystentki Bruna Waltera).
Jeszcze podczas studiów, w 1976 został asystentem Sarah Caldwell w założonej przez nią Opera Company of Boston. Pod jej kierunkiem zdobył gruntowną wiedzę praktyczną nie tylko z zakresu dyrygentury operowej, ale także inscenizacji, oświetlenia, aranżacji muzyki, orkiestracji, obsady i kontraktowania. W tym czasie dyrygował też operą kameralną w San Francisco i baletem w Oakland.
W latach 1978–2008 był dyrektorem muzycznym Berkeley Symphony Orchestra. W 1984 został asystentem Seiji Ozawy w Bostońskiej Orkiestrze Symfonicznej. Był też dyrektorem Ojai Music Festival oraz wykładał w Tanglewood Music Center. Pełnił funkcję dyrektora muzycznego Opéra National de Lyon (1989–1998) i The Hallé (1992–2000) w Manchesterze. Od 2000 był pierwszym dyrygentem Deutsches Symphonie-Orchester Berlin, a od 2006 jest jej dyrygentem gościnnym. W latach 2001–2004 pełnił funkcję pierwszego dyrygenta Los Angeles Opera. Był generalnym dyrektorem muzycznym w Bayerische Staatsoper (2006–2013) i dyrektorem muzycznym Orchestre symphonique de Montréal (2006–2020). Od 2015 pełni funkcję generalnego dyrektora muzycznego Staatsoper Hamburg i pierwszego dyrygenta Philharmonisches Staatsorchester Hamburg (kontrakt do 2025).
Nagano jest ceniony jako dyrygent gościnny. Był pierwszym dyrygentem gościnnym paryskiego Ensemble InterContemporain (1986–1989) oraz London Symphony Orchestra (1990–1998). Dyrygował renomowanymi światowymi orkiestrami, takimi jak orkiestra Filharmonii Nowojorskiej, Filharmonicy Wiedeńscy, Chicago Symphony, Staatskapelle Dresden i Orkiestra Gewandhaus w Lipsku, a także czołowych teatrów operowych, takich jak Opéra de Paris, Staatsoper Berlin, Metropolitan Opera i drezdeńska Semperoper.
W latach 2014–2016 prowadził własny festiwal Vorsprung-Festival w ramach AUDI Sommerkonzerte. Od 2019 jest dyrygentem honorowym Concerto Köln – kameralnej orkiestry barokowej, z którą współpracuje w ramach projektu „Wagner Lesarten”.

## Repertuar
Repertuar Kenta Nagano obejmuje zarówno utwory operowe, jak i orkiestrowe. Specjalizuje się w skomplikowanych partyturach końca XIX i XX wieku, w tym Gustava Mahlera i Oliviera Messiaena. Zafascynowany twórczością Messiaena rozpoczął z nim współpracę już pod koniec lat 70. W 1983 asystował Seiji Ozawie przy paryskiej prapremierze Świętego Franciszka z Asyżu Messiaena. Później poprowadził wykonania tej opery w Niemczech, Holandii i Hiszpanii, a w 1988 dyrygował jej wersją koncertową w Londynie.
Obok standardowych pozycji literatury muzycznej, w jego repertuarze są dzieła rzadko prezentowanene na scenach operowych. W Opéra national de Lyon zrealizował i nagrał m.in. Dialogi karmelitanek Poulenca, Trzy życzenia  Martinů, Miłość do trzech pomarańczy Prokofjewa, Rodrigue et Chimène Debussy’ego, Doktor Faust Busoniego, Susannah Floyda i pierwsze nagranie Salomé Straussa z oryginalnym francuskim tekstem Oscara Wilde’a. 
Z Orchestre symphonique de Montréal wykonał i nagrał kompletne cykle symfonii Beethovena i Mahlera, Gurre-Lieder Schönberga, koncertowe wersje Tannhäusera, Tristana i Izoldy i Złota Renu Wagnera, Jeanne d'Arc au Bûcher Honeggera i in.
Jego obszerna dyskografia obejmuje kompozycje m.in. Adamsa, Bartóka, Berlioza, Bernsteina, Bouleza, Brittena, Dukasa, Iberta, Ivesa, Milhauda, Pendereckiego, Prokofjewa, Ravela, Saint-Saënsa, Schönberga, Strawinskiego, Szostakowicza, Varèse’a, a nawet Franka Zappy.
18 lipca 2018 wraz z Orchestre symphonique de Montréal wystąpił w Krakowie w ramach ICE Classic!, dyrygując Pasją według św. Łukasza Krzysztofa Pendereckiego, a dwa dni później powtórzył ten koncert w Salzburgu z okazji otwarcia Festiwalu Salzburskiego.

## Nagrody i odznaczenia

### Nagrody
- 1985 – Seaver/National Endowment for the Arts Conductors Award
- 1990 – nagroda magazynu Gramophone – Record of the Year – za Miłość do trzech pomarańczy Siergieja Prokofjewa, z Opéra national de Lyon[2]
- 1995 – Nagroda Grammy za nagrania Susannah Carlisle’a Floyda, z Opéra national de Lyon[10]
- 2001 – Nagroda Grammy za nagrania Doktora Fausta Ferruccia Busoniego, z Opéra national de Lyon[4][10]
- 2008 – Nagroda Juno za nagranie Beethoven: The Ideal of the French Revolution, z Orchestre symphonique de Montréal[4]
- 2011 – Nagroda Grammy za nagranie L’amour de loin Kaiji Saariaho, z Deutsches Symphonie-Orchester[4][10]
- 2010 – Wilhelm Furtwängler Prize, Beethovenfest Bonn
- 2015 – Echo Klassik za nagranie L’Aiglon Arthura Honeggera, z Orchestre symphonique de Montréal[4]
- 2017 – Echo Klassik – Dirigent des Jahres

### Odznaczenia
- 2008 – Złote Promienie z Rozetą Orderu Wschodzącego Słońca (Japonia)
- 2013 – Wielki Oficer Narodowego Orderu Quebecu (Kanada)
- 2013 – Bawarski Order Zasługi[11]
- 2017 – Compagnon de l’Ordre des arts et des lettres du Québec
- 2024 – Krzyż Komandorski Orderu Zasługi Republiki Federalnej Niemiec[12]
- 2024 – Oficer Orderu Kanady[13]